# Boro (Textilhandwerk)

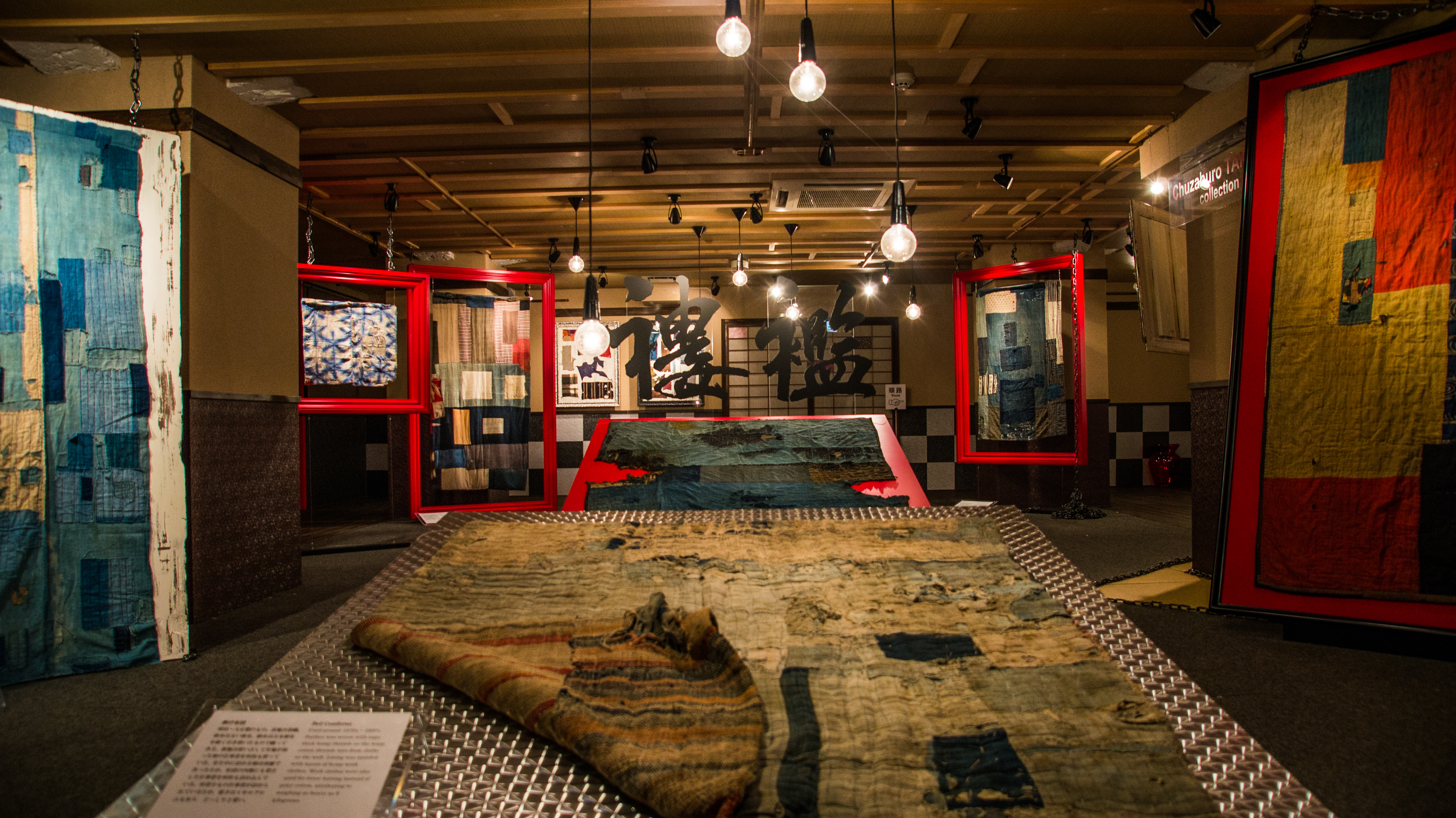
Ausstellung von Decken im Ōta-Kunstmuseum für Ukiyo-e in Tokio

Boro ist das Ergebnis einer alten japanischen textilen Upcyclingtechnik, bei dem Stoffstücke kunstvoll neu zusammengesetzt werden.

## Geschichte
Ende des 8. Jahrhunderts war in Japan der chinesische Begriff Ranru für alte und abgetragene Kleidung gebräuchlich, während der Begriff Boro erst in der Edo-Zeit für abgetragene, verschlissene Stoffe und Kimonos verwendet wurde. Boro wurde von einem älteren Adverb boroboro abgeleitet. Heute werden die beiden Begriffe Ranru und Boro gleichbedeutend verwendet.
1877 sammelte der amerikanische Archäologe Edward S. Morse bei seinem letzten Besuch in Japan für die Peabody Academy of Science in Salem (Massachusetts) ethnologische Gegenstände, so auch einen Putzlappen aus einem gebrauchten, blauen Baumwollkimono mit weißer Stickerei. Morse war damit wahrscheinlich als erster auf Ranru aufmerksam geworden.

### Recycling
Abgetragene und verschlissene Kimonos wurden auseinandergenommen und aus den Stoffbahnen wurden Decken, Matten und anderes hergestellt. Sie dienten auch als Putzlappen, weil die ausgewaschenen Stoffe sehr weich und saugfähig waren. Sie waren für die Aufnahme von Maschinenöl und zum Reinigen der Maschinen, die mit der Industrialisierung im letzten Viertel des 19. Jahrhunderts vermehrt benutzt wurden, sehr begehrt und gehörten bis in die 1920er Jahre zu den 10 Exportschlagern. Die alten Stoffbahnen konnten in schmale Streifen gerissen werden und als Schussfäden für das Weben eines Stoffes dienen. Diese dicken Gewebe werden Sakiori genannt und waren als Mäntel oder Arbeitskimonos geeignet, da sie allwettertauglich waren.
Im 19. und frühen 20. Jahrhundert haben im kalten Norden Japans Bäuerinnen die Borotechnik angewandt, um aus Kleiderresten und Reissäcken in dick übereinanderliegenden Schichten Decken und Jacken zu nähen. Die Bewohner aus Aomori benutzten anfangs grobes dickes Leinen, denn Baumwolle wurde erst in der Meiji-Zeit angepflanzt. Die weiblichen Aomoris fertigten auch mit Stickerei Muster in die Kleidung, die heute noch als kostbare Erbstücke innerhalb der Familien weitergegeben werden und in Museen ausgestellt werden. Das Kunstdesign und die Nähtechnik inspirieren heute die moderne Modebranche.